# Tetróxido de xenônio
Tetróxido de xenônio é um composto químico de xenônio e oxigênio com fórmula molecular XeO4, notável por ser um composto relativamente estável de um gás nobre. É um sólido amarelo cristalino que é estável abaixo de -35,9 °C , acima dessa temperatura ele é muito propenso a explodir, decompondo-se em xenônio e oxigênio ({\displaystyle O_{2}}).
Todos os oito elétrons de valência do átomo de de xenônio estão envolvidos nas ligações com o oxigênio, e o estado de oxidação do átomo de xenônio é +8. O oxigênio é o único elemento que pode trazer o xenônio até o seu estado de oxidação mais alto, mesmo o flúor só consegue formar o {\displaystyle XeF_{6}}.

## Reações
Em temperaturas acima de -35,9 °C, tetróxido de xenônio é muito propenso a explosão, decompondo-se em xenônio gasoso e oxigênio com {\displaystyle DH=-643~{\frac {kJ}{mol}}}:
{\displaystyle XeO_{4}\rightarrow Xe+2O_{2}}
{\displaystyle XeO_{4}} é um óxido ácido e, ao reagir com água forma o instável ácido perxênico ({\displaystyle H_{4}XeO_{6}}, e ao reagir com bases forma o perxenato correspondente:
{\displaystyle XeO_{4}+2H_{2}O\leftrightarrow H_{4}XeO_{6}}
{\displaystyle XeO_{4}+4NaOH\rightarrow Na_{4}XeO_{6}+2H_{2}O}
Também se conhece os compostos {\displaystyle XeO_{3}F_{2}} e {\displaystyle XeO_{2}F_{4}}, instáveis e que também apresentam {\displaystyle Xe} com número de oxidaçãode +8. Eles são obtidos pela reação do tetróxido de xenônio com o {\displaystyle XeF_{6}}.

## Síntese
Todas as sínteses começam a partir dos perxenatos, que são acessíveis a partir dos xenatos através de dois métodos. Um deles é o desproporcionamento de uma solução básica de xenatos para perxenatos e {\displaystyle Xe}:
{\displaystyle 2HXeO_{4}{}^{-}+2OH^{-}\rightarrow XeO_{6}{}^{-4}+Xe+2H_{2}O}
Outro é a oxidação de uma solução básica de xenato pelo ozônio:
{\displaystyle HXeO_{4}{}^{-}+O_{3}+2OH^{-}\rightarrow XeO_{6}{}^{-4}+O_{2}+H_{2}O}
O tetróxido de xenônio pode ser obtido pelo tratamento da solução de perxenato resultante com um sal de Bário {\displaystyle Ba^{+2}} formando precipitado de perxenato de bário que é combinado com ácido sulfúrico formando o ácido perxênico instável e  sulfato de bário. O ácido perxênico formado é desidratado formando XeO4.
O ácido perxênico formado pela reação do {\displaystyle XeO_{4}} com {\displaystyle H_{2}O} ou resultante da reação de uma solução de perxenato é instável e lentamente sofre dismutação em ácido xênico e oxigênio:
{\displaystyle 2H_{4}XeO_{6}\rightarrow 2H_{2}XeO_{4}+2H_{2}O+O_{2}}.

## Nota
- Este artigo foi inicialmente traduzido, total ou parcialmente, do artigo da Wikipédia em inglês cujo título é «Xenon tetroxide», especificamente desta versão.